# Jurignac
Jurignac korábbi község Franciaországban, Charente megyében. Lakosainak száma 641 fő (2018. január 1.). Jurignac Aubeville, Birac, Étriac, Ladiville, Nonaville, Péreuil és Roullet-Saint-Estèphe községekkel határos.
2016. január 1-jén három másik korábbi községgel egyesült és az így létrejött Val des Vignes új község része lett.

## Népesség
A település népességének változása:
| Lakosok száma | 545  | 523  | 552  | 539  | 501  | 524  | 594  | 1443 | 627  | 641  |
|               | 1962 | 1968 | 1975 | 1990 | 1999 | 2008 | 2013 | 2016 | 2017 | 2018 |